# 2gether 4ever Encore演唱會影音館
《2GETHER 4EVER ENCORE演唱會影音館》是台灣女子組合S.H.E的第五張演唱會影音專輯，亦是第四次世界巡迴演唱會《2gether 4ever世界巡迴演唱會》Encore場的影音實錄。此張演唱會影音專輯收錄了S.H.E於2014年8月9日、8月10日於台北小巨蛋舉辦的《2gether 4ever世界巡迴演唱會》安可場演唱會台北場第二天8月10日的演唱會實況的現場影音，並獨家收錄台北場第一天8月9日和2014年7月19日於高雄巨蛋舉辦的安可場演唱會高雄場的特別曲目。
S.H.E憑此影音專輯於IFPI香港唱片銷量大獎頒獎禮2015獲得『十大銷量國語唱片』獎項。

## 發行版本
| 類型 | 發行日期      | 版本                   | 附註 |
| ---- | ------------- | ---------------------- | --- |
| BD   | 2015年7月10日 | 時光膠囊鐵盒精裝限量版 | 僅限預購，內附68頁演唱會紀念寫真冊、Encore紀念小海報一張、「老婆」烏克麗麗教學手稿、演唱會三葉草之S.H.E簽名語錄共四張 |
| DVD  | 2015年7月10日 | 時光膠囊鐵盒精裝限量版 | 僅限預購，內附68頁演唱會紀念寫真冊、Encore紀念小海報一張、「老婆」烏克麗麗教學手稿、演唱會三葉草之S.H.E簽名語錄共四張 |
| DVD  | 2015年7月10日 | 發行流通版             | 發行版 |

※BD即藍光光碟（Blu-ray Disc）

※以上不含數位發行，僅以實體專輯為主

## 曲目收錄

### DVD
- DVD 1

1. Opening:女孩們 (VCR)
2. Super Star
3. 迫不及待
4. 星光
5. 他還是不懂
6. 還我
7. 別說對不起
8. 第一個女孩 (VCR)
9. 後來
10. 真的我
11. 第二個女孩 (VCR)
12. 終身大事
13. 無常
14. 第三個女孩 (VCR)
15. 青春是
16. 我的溫柔只有你看得見
17. 看著台上的女孩 (VCR)
18. 星星之火
19. 熱帶雨林
20. 老婆
21. 明天的自己
22. 城裡的月光
23. 冰箱
24. 戰鬥吧！女孩 (VCR)
25. 宇宙小姐
26. Remember
27. 中國話

- DVD 2

1. 波斯貓
2. 不想長大
3. 天使在唱歌+幸福留言+魔力
4. 閃閃發亮的女孩 (VCR)
5. SHERO
6. 愛就對了
7. 天亮了
8. 三葉草的故事
9. 五月天
10. 愛呢
11. 花又開好了
12. 戀人未滿 feat. 動力火車
13. 彩虹+痛快 feat. 動力火車
14. 天空 by 動力火車feat.盧皆興(桑布伊)
15. 美麗新世界
16. 月亮代表我的心

- Bonus DVD:

1. Nothing Ever Changes
2. 山頂黑狗兄+愛情恰恰
3. 記得要忘記 (希望版)
4. 傷心的人別聽慢歌 feat. 五月天
5. 離開地球表面 by 五月天
6. 2gether 4ever安可場 再安可特區

### BD
- BD

1. Opening:女孩們 (VCR)
2. Super Star
3. 迫不及待
4. 星光
5. 他還是不懂
6. 還我
7. 別說對不起
8. 第一個女孩 (VCR)
9. 後來
10. 真的我
11. 第二個女孩 (VCR)
12. 終身大事
13. 無常
14. 第三個女孩 (VCR)
15. 青春是
16. 我的溫柔只有你看得見
17. 看著台上的女孩 (VCR)
18. 星星之火
19. 熱帶雨林
20. 老婆
21. 明天的自己
22. 城裡的月光
23. 冰箱
24. 戰鬥吧！女孩 (VCR)
25. 宇宙小姐
26. Remember
27. 中國話
28. 波斯貓
29. 不想長大
30. 天使在唱歌+幸福留言+魔力
31. 閃閃發亮的女孩 (VCR)
32. SHERO
33. 愛就對了
34. 天亮了
35. 三葉草的故事
36. 五月天
37. 愛呢
38. 花又開好了
39. 戀人未滿 feat. 動力火車
40. 彩虹+痛快 feat. 動力火車
41. 天空 by 動力火車feat.盧皆興(桑布伊)
42. 美麗新世界
43. 月亮代表我的心

- Bonus DVD:

1. Nothing Ever Changes
2. 山頂黑狗兄+愛情恰恰
3. 記得要忘記 (希望版)
4. 傷心的人別聽慢歌 feat. 五月天
5. 離開地球表面 by 五月天
6. 2gether 4ever安可場 再安可特區

### 數位發行
1. Super Star
2. 迫不及待
3. 星光
4. 他還是不懂
5. 還我
6. 別說對不起
7. 後來
8. 真的我
9. 終身大事
10. 無常
11. 青春是
12. 我的溫柔只有你看得見
13. 星星之火
14. 熱帶雨林
15. 老婆
16. 明天的自己
17. 城裡的月光
18. 冰箱
19. 宇宙小姐
20. Remember
21. 中國話
22. 波斯貓
23. 不想長大
24. 天使在唱歌+幸福留言+魔力
25. SHERO
26. 愛就對了
27. 天亮了
28. 五月天
29. 愛呢
30. 花又開好了
31. 戀人未滿 feat. 動力火車
32. 彩虹+痛快 feat. 動力火車
33. 天空 by 動力火車feat.盧皆興(桑布伊)
34. 美麗新世界
35. 月亮代表我的心
36. Nothing Ever Changes
37. 山頂黑狗兄+愛情恰恰
38. 記得要忘記 (希望版)
39. 傷心的人別聽慢歌 feat. 五月天
40. 離開地球表面 by 五月天

## 其它作品
| 上一張現場專輯： 2gether 4ever演唱會影音館 2014年8月 | 第5張現場專輯 2015年7月 | 第5張現場專輯 2015年7月 | 下一張現場專輯： |

## 外部連結
- 就是要和S.H.E安可再一起（页面存档备份，存于）